# Эстен, Шарль Эктор де

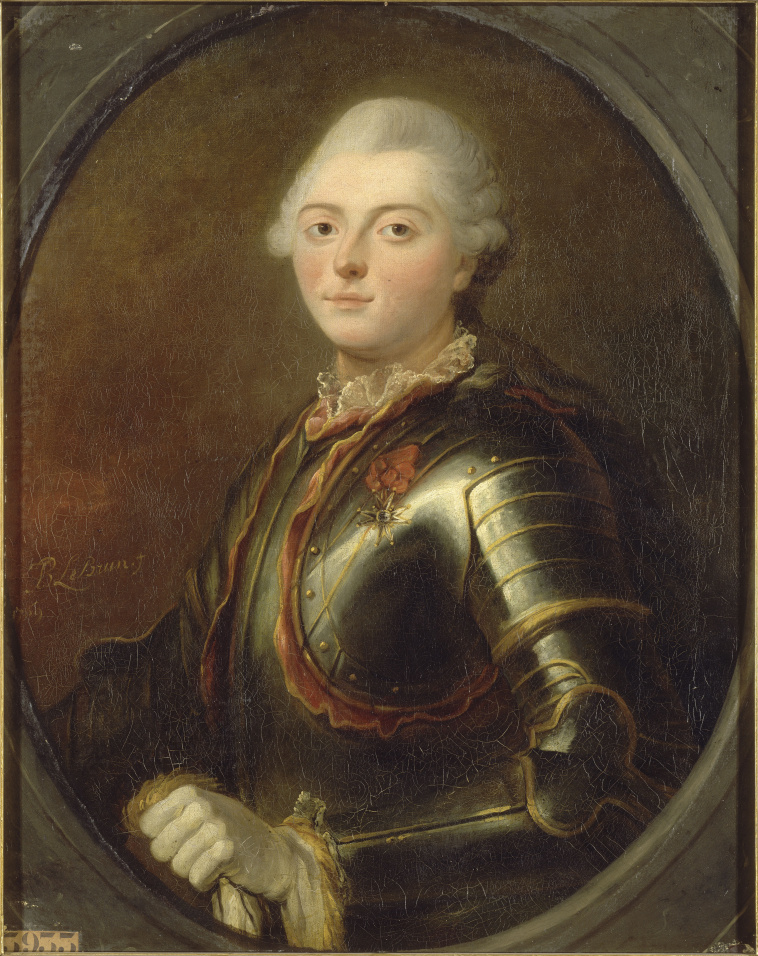
Портрет 1769 года

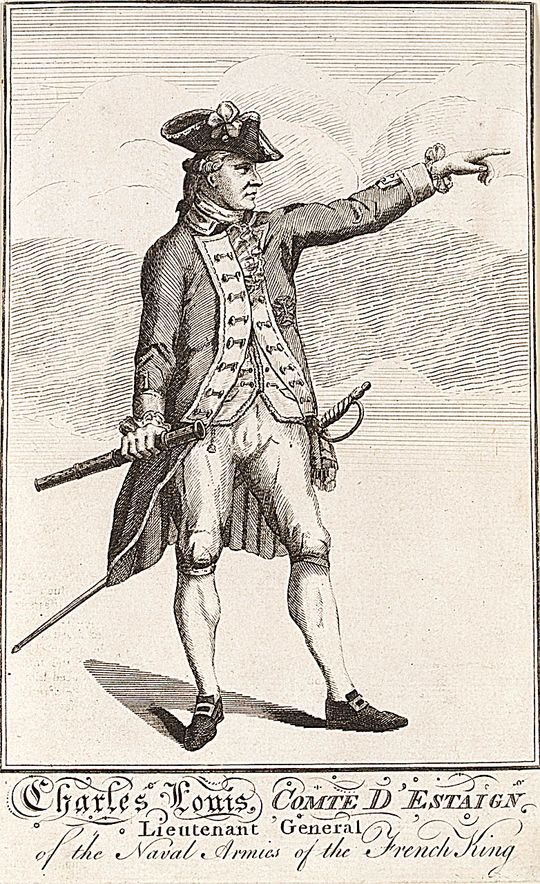
Шарль, граф д’Эстен, генерал-лейтенант морских армий короля Франции, гравюра XVIII в.

Жан-Батист Шарль-Анри Эктор, граф д’Эстен (фр. Jean Baptiste Charles Henri Hector, comte d'Estaing 24 ноября 1729 − 28 апреля 1794) — французский генерал и адмирал. Начал свою службу в качестве солдата в Семилетнюю войну. Некоторое время провёл в плену у англичан. После вступления Франции в Американскую войну за независимость в 1778 году повёл флот на помощь американским повстанцам, участвовал в провалившемся франко-американском нападении на Род-Айленд и неудачной осаде Саванны. Вернулся во Францию в 1780 году. Казнён во время революционного террора Французской революции.

## Биография
Родился в Шато-де-Равель в Оверни, родители — Шарль-Франсуа, маркиз де Сайян, генерал-лейтенант, и Мари-Генриетта Кольбер де Мольврие, потомок Жана-Батиста Кольбера. Поступил в армию в звании полковника пехоты, в 1757 году сопровождал графа де Лалли в Ост-Индию в звании бригадного генерала. В 1759 году попал в плен к англичанам при осаде Мадраса, но был освобождён под честное слово. Еще до ратификации его обмена поступил на службу французской Ост-Индской компании и, командуя 2 кораблями, уничтожил британские фактории на Суматре и в Персидском заливе.
На обратном пути во Францию в 1760 году попал по случайности в руки англичан. Вначале за нарушение честного слова он был брошен в тюрьму в Портсмуте, но так как обвинение не удалось обосновать, он был вскоре освобождён. В 1763 году произведён в генерал-лейтенанты французского флота, в 1777 году — вице-адмирал.

## Американская война за независимость
Через год, 13 апреля 1778 года, вышел из Тулона с флотом из 12 линейных кораблей и 14 фрегатов для оказания помощи войне американских колоний против Великобритании. С 11 по 22 июля блокировал флот лорда Хау у Санди-Хук, при входе в гавань Нью-Йорка, но атаковать не решился, хотя численно имел превосходство, потому что его корабли не могли преодолеть бар нью-йоркской гавани.

### Ньюпорт

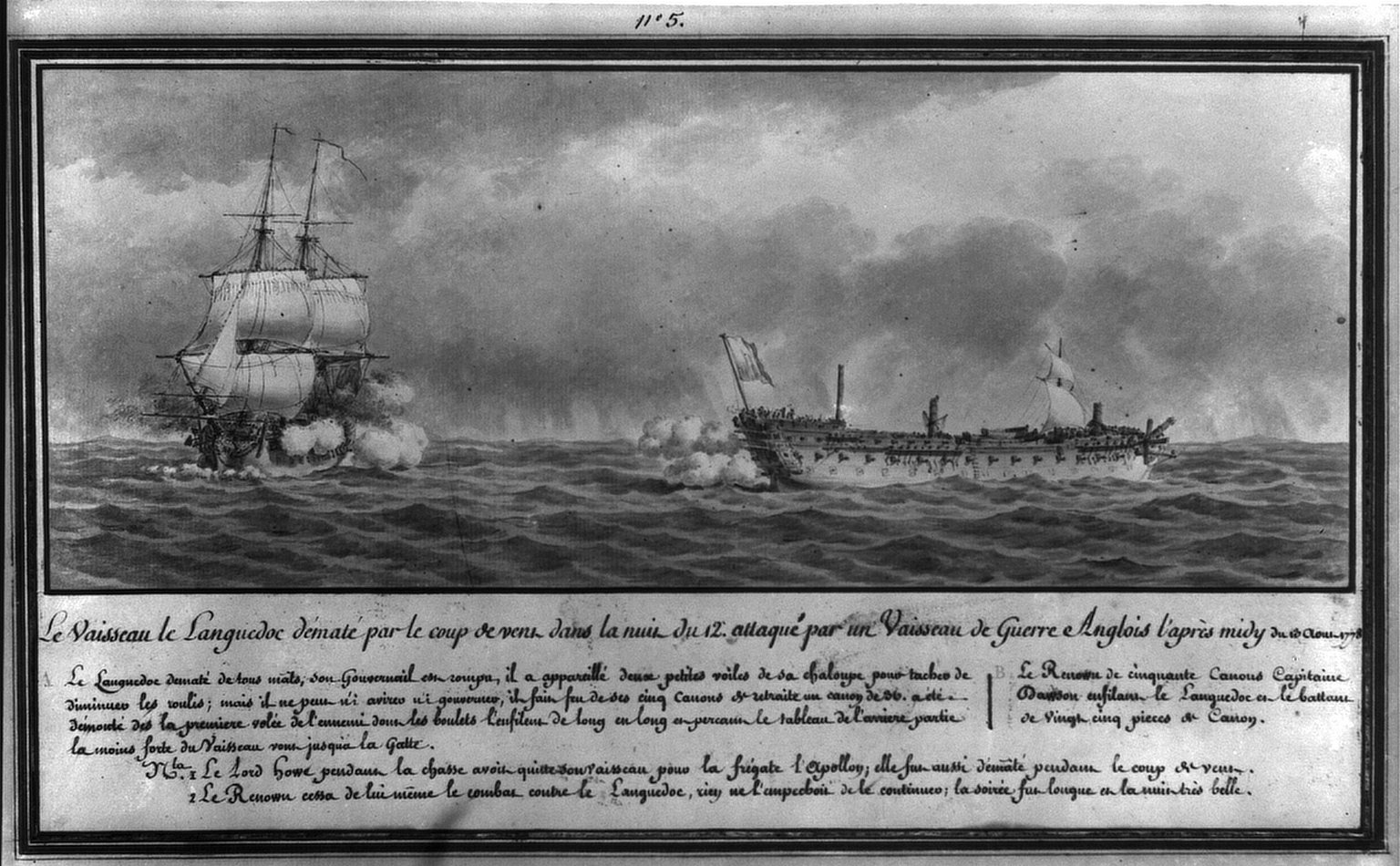
80-пушечный Languedoc, флагман д’Эстена, (справа) против HMS Renown, после шторма 13 августа 1778 года

Совместно с американскими генералами он планировал нападение на Ньюпорт, штат Род-Айленд, и тем временем вынудил англичан уничтожить несколько кораблей, находившихся в гавани, чтобы не сдавать их французам. Под Ньюпортом ему помогал против английских войск капитан Калеб Гарднер.
Но перед уже согласованным нападением он вышел в море против адмирала Хау, и внезапным сильным штормом, застигшим врасплох оба флота, многие его корабли были настолько повреждены, что он счёл необходимым уйти в Бостон на ремонт. Его собственный флагман Languedoc потерял все мачты, его постепенно добивал появившийся HMS Renown, и д’Эстен, предвидя новый плен, приказал выбросить за борт секретные бумаги и карты. Его спасло только появление других французских кораблей.

### Вест-Индия
4 ноября д’Эстен ушел в Вест-Индию. После слабой попытки отобрать у адмирала Баррингтона Сент-Люсию захватил Сент-Винсент и Гренаду.
6 июля 1779 года командовал в сражении при Гренаде против адмирала Байрона, который отошёл в Сент-Кристофер. Хотя д’Эстен имел превосходство в силах, он не стал атаковать британцев на рейде, а отправился к Саванне.

### Осада Саванны
Все его (а также американцев) попытки взять город были отбиты с большими потерями, и в конце концов он был вынужден уйти.
Осада представляла собой попытку соединённой франко-американской армии вернуть Саванну с 16 сентября по 18 октября 1779 года. 9 октября 1779 года генеральный штурм английских укреплений провалился. Во время атаки был смертельно ранен польский граф Казимир Пуласки, воевавший на стороне американцев. С провалом совместного американо-французского штурма осада потерпела неудачу, и британцы удерживали прибрежную Джорджию до самой эвакуации в июле 1782 года, ближе к концу войны.

## Возвращение во Францию
Он вернулся во Францию в 1780 году, но впал в немилость при дворе, и подвергся резкой критике со стороны подчинённых. Три года спустя, однако, он был поставлен во главе франко-испанского флота, собранного в Кадисе, но был заключён мир, и операция не состоялась.
С этого времени он главным образом уделял внимание политике. Он получил титул испанского гранда, а в 1787 году был избран в «Ассамблею почтенных». Когда вспыхнула французская революция, он приветствовал новые идеи. В 1789 году он был назначен в национальную гвардию в Версаль, а в 1792 году Национальным Собранием был избран адмиралом. Хотя он поддерживал национальные реформы, но остался верен королевской семье, и в ходе процесса Марии Антуанетты в 1793 году свидетельствовал в её пользу. Из-за этого и из-за некоторых дружеских писем, которыми он обменивался с королевой, он сам был привлечен к суду и обвинён в реакционерстве. 28 апреля 1794 года был отправлен на гильотину. Перед казнью он сказал «Когда моя голова падёт, отправьте её англичанам, они за неё хорошо заплатят!»
В минуты отдыха он написал поэму Le Rêve (1755), трагедию Les Thermopyles (1789) и книгу о колониях.

## В кино
- «Австрийка (фильм)» (1989)
- «Джон Адамс» (2008)